# نماذج الإعاقة
نماذج الإعاقة هي نظرية اجتماعية تُستخدم في دراسات الإعاقة لتوضيح الطرق المختلفة التي يتم بها تصوّر الإعاقة من قبل الأفراد والمجتمع بشكل عام. وتُعد نماذج الإعاقة أدوات مفيدة لفهم الخلافات المتعلقة بسياسات الإعاقة، وتثقيف الناس حول تمييز ضد ذوي الاحتياجات الخاصة، وتقديم رعاية صحية تراعي قضايا الإعاقة، والتعبير عن تجارب حياة ذوي الإعاقة.
النموذجان الأكثر تداولًا هما النموذج الطبي للإعاقة، الذي يرى أن الإعاقة ناجمة عن اضطرابات طبية؛ والنموذج الاجتماعي للإعاقة، الذي يرى بدلاً من ذلك أن الإعاقة ناتجة عن استبعاد اجتماعي وتمييز.
يمكن الجمع بين نماذج مختلفة: فالنموذج الطبي غالبًا ما يُدمج مع نموذج المأساة، الذي ينظر إلى الإعاقة باعتبارها مصيبة شخصية. ويشكلان معًا الرؤية المهيمنة ثقافيًا للإعاقة في المجتمعات الغربية. وهناك نماذج أخرى تتعارض معها تمامًا، مثل نموذج التأكيد، الذي يرى الإعاقة كشكل إيجابي من الهوية، وهو بطبيعته غير متوافق مع نموذج المأساة.
كما يمكن استخدام نماذج مختلفة لوصف إعاقات متباينة: على سبيل المثال، قد يرى شخص متوحد يعاني أيضًا من متلازمة التعب المزمن، أن التوحد هو جزء إيجابي من هويته من خلال نموذج التأكيد، بينما يتعامل مع متلازمة التعب المزمن من منظور النموذج الطبي.

## نماذج تركز على العجز
تركز هذه الفئة من النماذج على أوجه العجز المختلفة التي يعاني منها الأشخاص ذوو الإعاقة، مثل النموذج الطبي (عجز في الصحة) والنموذج التأهيلي (عجز في القدرة على العمل).

### الإعاقة كمشكلة شخصية

#### نموذج المأساة
يرى نموذج المأساة أن الإعاقة هي محنة شخصية للفرد. ويُعد هذا النموذج من أكثر التصورات انتشارًا للإعاقة في المجتمعات الغربية. وهو تصور فردي في جوهره: إذ تُعتبر كل حالة إعاقة مأساة شخصية وفردية.
يُنتقد هذا النموذج باعتباره معاديًا لذوي الإعاقة؛ إذ يرتبط بالاعتقاد بأن الحياة مع الإعاقة أسوأ من الموت. ويُعد الإشفاق في هذا النموذج استجابة مناسبة للإعاقة، ويُستخدم كمبرر لارتكاب جريمة كراهية الإعاقة. كما أن هذا النموذج يغذي تمييز ضد ذوي الاحتياجات الخاصة؛ فإذا نجح شخص ذو إعاقة، يُنظر إلى نجاحه على أنه تحقق *رغم* إعاقته.

#### نموذج الصدقة
يُصوّر نموذج الصدقة الأشخاص ذوي الإعاقة على أنهم ضحايا مثيرون للشفقة، ويُبرز الأشخاص القادرين الذين يقدمون المساعدة لهم على أنهم أصحاب فضل أو عقدة المنقذ. وغالبًا ما يُدمج هذا النموذج مع نماذج أخرى تركز على العجز، مثل نموذج المأساة والنموذج الطبي.
ويُنتقد هذا النموذج من قبل الأشخاص ذوي الإعاقة لأنه يُركّز على أولئك الذين يقدمون "المساعدة"، بدلاً من أن يُركّز على من يُفترض أنهم يتلقونها. فالإعاقة، في هذا الإطار، تُصبح وسيلة ليشعر الشخص القادر بالرضا عن ذاته عبر تقديم المساعدة—دون النظر إلى ما إذا كانت تلك المساعدة مرغوبة أو فعّالة أصلًا.

#### النماذج الأخلاقية والدينية
يرى النموذج الأخلاقي للإعاقة، المعروف أيضًا بالنموذج الديني، أن الإعاقة شكل من أشكال العقوبة على خلل أخلاقي. ففي التراث اليهودي المسيحي، قد تُفهم الإعاقة على أنها عقوبة إلهية نتيجة للخطايا؛ أما في الهندوسية، فقد تُفهم الإعاقة على أنها كارما نتيجة لأفعال خاطئة ارتُكبت في حياة سابقة. ويتميز هذا النموذج بعدم الثقة تجاه الأفراد ذوي الإعاقة.
وغالبًا ما يظهر هذا النموذج في التعامل مع الإعاقات التي قد يُعتقد أن تصرفات الأفراد ساهمت في حصولهم عليها، مثل الإيدز، سكري النوع الثاني، السمنة، والإدمان. وفيما يتعلق بالإدمان، يُقارن النموذج الأخلاقي بالنموذج الطبي: إذ يقل احتمال النظر إلى الإدمان على أنه فشل أخلاقي إذا ما فُهم على أنه حالة طبية خارجة عن الإرادة.

### نماذج الإعاقة الخبيرة/المهنية
في النموذج الخبير أو المهني للإعاقة، تُعتبَر الإعاقة مشكلة تتطلّب من خبراء مختصين تشخيصها ومن ثم وصف سلسلة من التدخلات.
يؤدي هذا النموذج إلى ديناميكية قوة يُمارس فيها مقدم الخدمة، غير المعاق والمتسلّط، السلطة بالنيابة عن عميل معاق سلبي.
وعند أقصى درجاته، يُحرَم الأشخاص ذوو الإعاقة من أي سلطة أو استقلالية فيما يخصّ رعايتهم أو حياتهم اليومية.
وقد وُصف هذا النموذج بعلاقة "المُصلِح/المُصلَح".

#### النموذج الطبي
يُعرف النموذج الطبي، والذي يُشار إليه أيضًا بنموذج التطبيع، بأنه يرى الإعاقة كاضطراب طبي يحتاج إلى علاج وفي نهاية المطاف إلى شفاء.
وهدفه النهائي هو الوصول إلى عالم تختفي فيه الإعاقة، حيث تكون جميع الإعاقات قد "شُفيت".
في النموذج الطبي، يُعتبَر الأطباء السلطة الرئيسية في ما يتعلّق بالإعاقة.
ويُصنَّف هذا النموذج على أنه من نماذج العجز، حيث يرى الإعاقة على أنها نقص في الصحة.
كما يُصنَّف على أنه نموذج فردي، إذ يُعزى العجز إلى جسد أو عقل الفرد نفسه.
وقد تعرّض النموذج الطبي لانتقادات كبيرة من قِبل مجتمع ذوي الإعاقة، حيث أن كثيرًا من الأشخاص ذوي الإعاقة لا يرغبون في "الشفاء"، ويرفضون هذا التأطير الذي يُركّز على النقص.

#### نموذج إعادة التأهيل ونماذج القيود الوظيفية
يهدف نموذج إعادة التأهيل، والذي يُعرف أيضًا بنموذج القيود الوظيفية، إلى "إعادة تأهيل" الإعاقة من خلال تعديلات تطال الفرد المعاق وبيئته على حدّ سواء.
ومثل النموذج الطبي، يُصنَّف هذا النموذج على أنه فردي وتركّزي على العجز،
لكن بدلاً من اعتباره نقصًا في الصحة، فإنه يرى الإعاقة كعجز في القدرة على العمل.
وعلى عكس النموذج الطبي، لا يهدف نموذج إعادة التأهيل إلى تغيير السبب الأساسي للإعاقة، بل يركّز على القدرة الوظيفية.
وبخلاف النموذج الطبي والنموذج اليوجيني، لا يسعى هذا النموذج إلى القضاء على الإعاقة.
بل الهدف النهائي هو تقليل تأثير الإعاقة في المجتمع.
ويتوقّع هذا النموذج من الأشخاص ذوي الإعاقة أن يتكيّفوا قدر الإمكان مع المجتمع.
وكما هو الحال في النموذج الطبي، يُعتبَر خبراء إعادة التأهيل هم السلطات المعرفية في ما يتعلّق بالإعاقة، وليس الأشخاص ذوو الإعاقة أنفسهم.

##### النموذج التكنولوجي
يهدف نموذج الإصلاح التكنولوجي، المعروف أيضًا باسم علم الإعاقة والتقنية (disability technoscience)، إلى تقليل أثر الإعاقة من خلال الوسائل التكنولوجية.
ويُعدّ هذا النموذج فرعًا من نموذج إعادة التأهيل يركّز بشكل خاص على كيف يمكن للتكنولوجيا أن تقلل من القيود الوظيفية.
وعلى عكس نموذج إعادة التأهيل، فإنه يُعطي السلطة لـالمهندسين والمصممين في تعريف الإعاقة والتعامل معها.
وقد تعرّض هذا النموذج لانتقادات من قبل نشطاء الإعاقة لأنه يفترض حاجة الأشخاص ذوي الإعاقة إلى تقنيات معقّدة ومكلفة، بدلًا من تنفيذ تغييرات في المجتمع نفسه.
فعلى سبيل المثال، لماذا يتم تصميم "كرسي متحرك يصعد السلالم" المكلف والذي قد يكون غير آمن، بدلًا من تعديل قوانين البناء لتوفير منحدرات ومصاعد؟
وفي "بيان علم التقنية المعاق"، ينتقد الباحثان حمراية وفريتش هذا النموذج أيضًا لتضمينه فكرة أن الأشخاص ذوي الإعاقة ليسوا أصلاً من يصمم ويعدّل ويبتكر ترتيباتهم المادية بأنفسهم.

#### النموذج البيولوجي-النفسي-الاجتماعي

النموذج البيولوجي-النفسي-الاجتماعي للصحة

طُوّر النموذج البيولوجي-النفسي-الاجتماعي من قِبل ممارسي الصحة النفسية، من أجل التعرف على كيفية تفاعل العوامل البيولوجية والنفسية والاجتماعية وتأثيرها على نتيجة أي حالة طبية معينة.
وقد وُجهت انتقادات لهذا النموذج من كل من مجتمعي الإعاقة والطب، إذ يُعتقَد أن العنصر النفسي غالبًا ما يتم تضخيمه بشكل مفرط في الممارسة السريرية.
فعلى سبيل المثال، استخدم بعض الأطباء هذا النموذج لتجاهل حالات مثل متلازمة التعب المزمن وأعراض مرضية غير مبررة طبيًا، وتصنيفها كأنها مجرد اضطراب العرض الجسدي، من دون إجراء تحقيق كافٍ في الأسباب الجسدية المحتملة أو مراعاة محددات اجتماعية للصحة.
وقد انتقد نشطاء الإعاقة هذا النموذج لكونه يُحمّل الضحية اللوم.
فبحسب منظمة "Inclusion London"، يتعامل النموذج البيولوجي-النفسي-الاجتماعي مع السبب الأساسي للبطالة بين الأشخاص ذوي الإعاقة على أنه ناتج عن مواقف وسلوكيات سلبية من قِبل الأفراد المعاقين تجاه العمل، بدلًا من التمييز في أماكن العمل.
فعلى سبيل المثال، إذا أصيب شخص ذو إعاقة بالاكتئاب نتيجة تعرضه المتكرر للتمييز في بيئة العمل وتوقف عن التقديم على وظائف، فإن هذا النموذج يضع اللوم على الشخص لأنه لم "يحاول بما فيه الكفاية".

### الإعاقة كمشكلة جماعية

#### النموذج الاقتصادي
يفهم النموذج الاقتصادي الإعاقة على أنها عجز يؤثر سلبًا على الاقتصاد.
يعتمد هذا النموذج على عدسة العلوم الاقتصادية من أجل قياس كمّي ‏ لتأثير الإعاقة على الإنتاجية، مثل ذلك عبر معدل السنة الحياتية للإعاقة.
وبالتالي، يتم اختزال قيمة الشخص المعاق إلى مدى قدرته على الإسهام في النظام الرأسمالي، وقد وُجّهت إليه انتقادات بوصفه لاإنسانيًا ومنفصلًا عن القوى الاجتماعية الأوسع.
ويُعد هذا النموذج مشابهًا لنموذج إعادة التأهيل من حيث تركيزه على كيفية تقييد الإعاقة لقدرة الأفراد على العمل. غير أن نموذج إعادة التأهيل يركّز على الخصائص النوعية والأداء الاجتماعي، بينما يركّز النموذج الاقتصادي على الأثر الكمّي والمالي.
وعلى الرغم من أن النموذج الاقتصادي يمكن تطبيقه على مستوى الأفراد، إلا أن التأثير المالي للإعاقة غالبًا ما يُقيَّم من منظور أصحاب العمل أو الدول القومية.
ويُستخدم هذا النموذج بشكل متكرر في عمليات صنع السياسات في الدول الغربية.

#### النموذجان البيروقراطي والامتثالي
يعامل النموذج البيروقراطي للإعاقة، المعروف أيضًا باسم نموذج الامتثال، الإعاقة باعتبارها مسألة امتثال قانوني بالنسبة إلى المؤسسات.
في هذا النموذج، يُنظر إلى الأشخاص ذوي الإعاقة على أنهم يستحقون استثناءات خاصة من القواعد، ولكن فقط في حال امتلاكهم الوثائق المطلوبة تمامًا لإثبات أحقيتهم بذلك.
ويهدف هذا النموذج في نهاية المطاف إلى حماية المؤسسات من المساءلة القانونية.
وبالتالي، يُنظر إلى الأشخاص ذوي الإعاقة على أنهم يمثلون عجزًا في الالتزام بالقواعد.
وقد استخدم نشطاء الإعاقة هذا النموذج في نقدهم للطريقة التي تُدار بها التسهيلات البيروقراطية، إذ يرونها نمطية، صارمة، غير فعالة، ويصعب الوصول إليها بالنسبة للعديد من من يحتاجونها.

#### النموذج اليوجيني
يذهب النموذج اليوجيني إلى أن على البشرية أن تتخذ دورًا فاعلًا في الانتقاء الاصطناعي من أجل تعزيز الخصائص الجسدية والعقلية "المرغوبة".
وفقًا لهذا النموذج، يُصنَّف الناس إلى فئتين: "صالحون" و"غير صالحين"، ويهدف في نهايته إلى خلق مجتمع لا يضم إلا من يُعتبرون "صالحين".
وقد استُخدم هذا النموذج لتبرير عمليات التعقيم القسري وأكتيون تي4 بحق من يُنظر إليهم كـ"غير صالحين".
وفي هذا السياق، لا تُعد الإعاقة مجرد عجز فردي، بل يُنظر إليها على أنها تهديد للمجموعة الجينية بأكملها.
وقد بُني هذا الفكر اليوجيني على فهم خاطئ لمفاهيم التطور، إذ أن التنوع الوراثي مهم لتطور الأنواع والمرونة البيئية.
وعلى النقيض، يرى النموذج التطوري أن الإعاقة تسهم بشكل إيجابي في المخزون الجيني.
ويُشدّد نشطاء وباحثو الإعاقة على أن الفكر اليوجيني لا يزال حاضرًا في المجتمعات المعاصرة.
فعلى سبيل المثال، كشفت جائحة فيروس كورونا عن مدى شيوع النظرة إلى حياة ذوي الإعاقة بوصفها قابلة للتضحية بها، كما في المقولة الشائعة: "الموت سيطال فقط كبار السن والمرضى"، أو في سياسات الفرز الطبي التي تميز ضد الأشخاص ذوي الإعاقة بشكل صريح.
وقد سُجّلت تقارير مماثلة عن معاملة الأشخاص ذوي الإعاقة كمجرد أرقام في ما يخص تغير المناخ والاستعداد للكوارث، وأطلق على ذلك مصطلح "الداروينية المناخية".، كما تتعرض بعض الخطابات البيئية التي تركز على حل "انفجار سكاني" (بدلاً من الإفراط في الاستهلاك) للنقد، إذ يُنظر إليها على أنها تروّج لفكرة مفادها أن "الحل" يكمن في القضاء على الأشخاص "المنحطين" (أي ذوي الإعاقة).

## نماذج تعارض الإعاقة كمجرد عجز

### النماذج البنيوية

#### نماذج التأكيد والهوية
يركز نموذج التأكيد، المعروف أيضًا باسم النموذج الإيجابي ونموذج الهوية، على فوائد أن يكون الشخص من ذوي الإعاقة. وهو رفض مباشر لنموذج المأساة في الإعاقة. طُوّر هذا النموذج بواسطة أشخاص من ذوي الإعاقة، ويضعهم بوصفهم سلطات معرفية على موضوع الإعاقة.
يشير مفهوم الربح من الصمم إلى كيف أن فقدان السمع يمنح أيضًا مكانًا داخل ثقافة الصم. كثير من الصم يشعرون بالفخر تجاه ثقافة الصم والخصائص الفريدة للغات الإشارة.
وبالمثل، فإن حركة تنوع عصبي طورت نموذجًا تأكيديًا للإعاقات مثل توحد. يرى كثير من المصابين بالتوحد أن التوحد لديهم أمر إيجابي لا يحتاج إلى علاج. وتُقام فعاليات مثل يوم فخر التوحد للاحتفال بالتوحد كهوية إيجابية.
الهدف النهائي من نموذج التأكيد هو الوصول إلى عالم يمتلك فيه الأشخاص ذوو الإعاقة هوية جماعية تُعد مصدرًا لصورة ذاتية إيجابية وفخر.

#### النموذج الاجتماعي

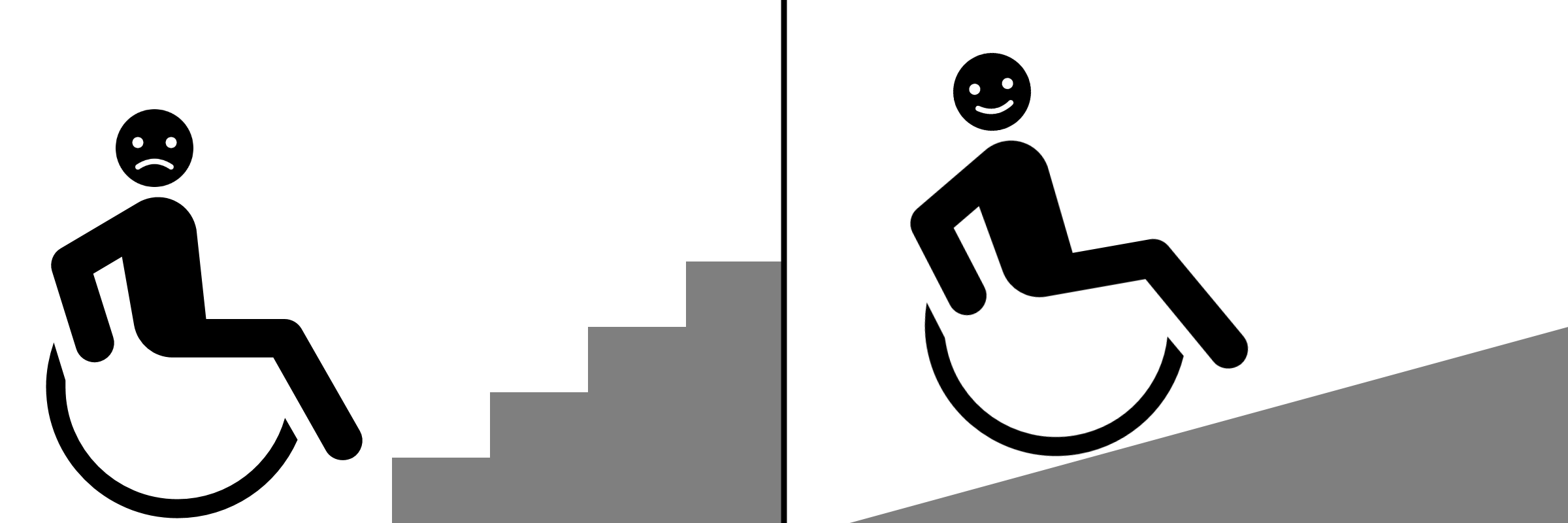
مشاكل مستخدم الكرسي المتحرك ناتجة عن بيئة غير مهيئة

يرى النموذج الاجتماعي أن الإعاقة ناتجة عن تمييز اجتماعي ضد ذوي الإعاقة. ويُميّز بين "القصور" كقيود جسدية أو عقلية للفرد، و"الإعاقة" كمشكلة تنبع من المجتمع. فمثلًا، أن يولد الشخص غير قادر على السمع يُعد قصورًا، لكن ما يُسبب الإعاقة فعليًا هو أن المجتمع لا يستخدم لغة إشارة بشكل واسع، وغالبًا لا تتوفر خدمات ترجمة نصية.
في بيئة اجتماعية تكون فيها لغة الإشارة منتشرة، يتوقف الصمم عن كونه معيقًا. قبل الاستعمار، كانت كثير من ثقافات الأمريكيون الأصليون في الولايات المتحدة تستخدم لغات إشارة مثل لغة الإشارة الهندية السهلية بشكل روتيني، ولم يكن لديهم تصور للإعاقة يشمل الصمم.
عادةً ما يُقارن هذا النموذج بالنموذج الطبي للإعاقة. بينما يرى النموذج الطبي أن الإعاقة مشكلة داخل الفرد، يرى النموذج الاجتماعي أن المشكلة في المجتمع الذي يعيش فيه الفرد. ومثل نموذج التأكيد، فقد نشأ النموذج الاجتماعي من حركات نضال يقودها أشخاص ذوو إعاقة.
الهدف النهائي للنموذج الاجتماعي هو الوصول إلى عالم يتمتع فيه الأشخاص ذوو الإعاقة بمشاركة اجتماعية غير مقيدة. ويتم تحقيق ذلك بإزالة جميع الحواجز عبر تصميم شامل في البيئة العمرانية، وانتشار استخدام لغات الإشارة، وتصميم شامل للتعليم، وتوفير مقدم رعاية يتقاضون أجورًا عادلة، وغير ذلك.
وقد تعرض النموذج الاجتماعي لانتقادات كونه اختزاليًا بشكل مفرط. إذ إن بعض الإعاقات مثل متلازمة التعب المزمن تتضمن ألمًا جسديًا أو إعياء، وبالتالي لا تندرج بسهولة في النموذج الاجتماعي التقليدي.

#### النموذج القائم على حقوق الإنسان
يرى النموذج القائم على حقوق الإنسان، المعروف أيضًا باسم نموذج الحقوق، أن الأشخاص ذوي الإعاقة يتمتعون بطبيعتهم بـحقوق الإنسان وكرامة متأصلة. ويجب أن يتمتع الأشخاص ذوو الإعاقة بنفس الحقوق التي يتمتع بها الآخرون في المجتمع، وأن يحظوا بالحماية القانونية من تمييز. ويُقارن هذا النموذج بالنموذج الخيري. ومع تركيزه على الحريات الشخصية والحقوق والاستقلالية، يرتكز هذا النموذج على مبادئ الفكر الليبرالي الفلسفي.
وقد تعرّض هذا النموذج للنقد لأنه يركّز على إصلاح النظام الاجتماعي القائم بدلًا من إحداث تغييرات اجتماعية جذرية. على سبيل المثال، يسعى النموذج القائم على حقوق الإنسان لمنع التمييز القانوني ضد الأشخاص ذوي الإعاقة في امتلاك الممتلكات الخاصة، ولا يشكك في شرعية ملكية الأراضي في دول قائمة على استعمار استيطاني.
يهدف النموذج القائم على حقوق الإنسان إلى أن يتمتع الأفراد ذوو الإعاقة باستقلالية تامة في اتخاذ القرارات المتعلقة بحياتهم. وعلى عكس النموذج الاجتماعي، يعترف هذا النموذج بأن بعض الأشخاص ذوي الإعاقة يعانون من ألم مزمن و/أو إعياء يرغبون في معالجته أو علاجه. ويؤكد على أن جميع الأشخاص ذوي الإعاقة لهم الحق في رعاية طبية تركز على المريض وتحترم السلامة الجسدية لديهم، ويعترف بحق البعض في اختيار علاج إعاقتهم.

### نماذج ما بعد البنيوية

#### النماذج الثقافية والاجتماعية البنائية
يرى النموذج الثقافي للإعاقة، المعروف أيضًا باسم النموذج البنائي الاجتماعي ونموذج دراسات الإعاقة (CDS)، أن كلًا من الإعاقة والعجز هما فئتان ناتجتان عن المعرفة الأكاديمية ووسائل الإعلام الثقافية والخطابات اليومية. ويركز هذا النموذج على القوى الاجتماعية التي تُشكّل وتُعزّز فئة "الإعاقة". ويستخدم عدسة ما بعد البنيوية لفحص كيف تتغيّر حدود مفهوم الإعاقة عبر الثقافات والأزمنة. والهدف النهائي لهذا النموذج هو تفكيك وفهم الافتراضات غير المعلنة حول الإعاقة.
وعلى عكس النموذج الاجتماعي، يرى النموذج الثقافي أن كلًا من "العجز" و"الإعاقة" مفهومان اجتماعيان بُنيَا اجتماعيًا—ويشكّك في إمكانية الفصل بينهما بسهولة.

#### النموذج الراديكالي
```
في النموذج الراديكالي، تُعدّ الإعاقة فئة 
بُنيت اجتماعيًا
، وقد تم إنشاؤها لخدمة أغراض 
رأسمالية
 
وسيادة البيض
.
[
12
]
 ويُقرّ النموذج الراديكالي بأن الأشخاص ذوي الإعاقة لا يتحكمون فعليًا في تعريف "الإعاقة"، وبالتالي فإن "ذوي الإعاقة" هم أي شخص تحدده القوى السياسية المعنية على هذا النحو.
[
14
]
```

وكما هو الحال مع النموذج الثقافي، يهتم النموذج الراديكالي بالقوى الاجتماعية التي تُشكّل فئة الإعاقة. كما يرى أن كلًا من "العجز" و"الإعاقة" مفهومان بُنيا اجتماعيًا. ويركّز هذا النموذج على أبعاد تقاطع أشكال التمييز في الطريقة التي تُبنى بها الإعاقة اجتماعيًا. فعلى سبيل المثال، كيف أن مفهوم ذكاء الحديث نشأ من عنصرية علمية لوضع الأشخاص السود على أنهم مصطلح أبله بطبيعتهم وبالتالي "معاقون". وهذا بدوره يُعدّ مهمًا لفهم كيف أن تربية خاصة في الولايات المتحدة توسّعت بعد قضية براون ضد مجلس التعليم كوسيلة للحفاظ على الفصل العنصري في المدارس.
ويطرح النموذج الراديكالي أن الإعاقة لا يمكن فصلها عن فئات أخرى من الاضطهاد مثل طبقة اجتماعية، العرق (التصنيف البشري)، إثنية، توجه جنسي, ونوع اجتماعي. ويحوّل التركيز من حركة حقوق المعاقين إلى عدالة الإعاقة.
ويطرح النموذج الراديكالي أن لا شيء بطبيعته خاطئ بالأشخاص ذوي الإعاقة: فالصمّ ينتمون إلى لغة أقليات، وأصحاب تنوع عصبي يفكرون بشكل مختلف، وأصحاب الإعاقات الحركية يتحركون بشكل مختلف، وهكذا.
الهدف النهائي للنموذج الراديكالي هو عالم خالٍ من النظام الكيريري. ويُعدّ النموذج الراديكالي بوضوح مناهضة الرأسمالية، مناهضة العنصرية، إنهاء الاستعمار، نسوية، وتحرير المثليين. وغالبًا ما يرتبط سياسيًا بـاشتراكية ولاسلطوية.

## نماذج أخرى
لا يمكن تصنيف جميع نماذج الإعاقة بسهولة ضمن نماذج العجز أو نماذج مناهضة العجز. فعلى سبيل المثال، تنتقد مقاربات ما بعد الاستعمارية لـدراسات الإعاقة هذا التقسيم الواضح بين التفكير القائم على العجز (التمييز القائم على القدرة) والتفكير المناهض للعجز (المناهض للتمييز القائم على القدرة). ففي بلدان الجنوب العالمي حيث تكون الإعاقة غالبًا نتيجة للعنف والحروب والعنصرية البيئية، ينبغي فهم مناصرة قضايا الإعاقة من خلال أطر مختلفة.

### الإعاقة الناجمة عن العنف

#### نموذج الوهن
يُميّز نموذج الوهن بين الإعاقة والوهن. فـ"الوهن" يشير إلى عملية التآكل البطيء لقدرات الشخص، بينما تشير "الإعاقة" إلى حالة واضحة المعالم بين ما قبل الحدث وما بعده. ويُستخدم مفهوم الوهن لإبراز كيف أن الاستعمارية تمارس سلطتها على الشعوب المستعمَرة من خلال إدخالها في حالة مزمنة من إجهاد الأقلية.
فعلى سبيل المثال، شمل استعمار كندا عمليات إضعاف ممنهجة للسكان الأصليين في كندا من خلال نظام المدارس السكنية الكندية الهندية، وانتشار ظاهرة النساء المفقودات والمقتولات من السكان الأصليين، والتمويل المزمن غير الكافي للرعاية الصحية المخصصة للسكان الأصليين، وغياب مياه الشرب الآمنة في العديد من المحميات، إضافة إلى مشاكل مزمنة في الأمن الغذائي، والعنصرية البيئية.
وبينما تسعى نماذج مثل النموذج الاجتماعي ونموذج التأكيد إلى رفض فكرة أن الإعاقة مأساة ويجب الوقاية منها، فإن نموذج الوهن يفسح المجال للحديث عن الكيفية التي تكون فيها الإعاقة الناتجة عن الحرب والعنف المماثل في الحد الفاصل بين الشمال والجنوب مؤلمة بحق ويجب العمل على الوقاية منها.
ومثل النموذج الراديكالي، يستند نموذج الوهن إلى تقاطع أشكال التمييز. ويوفر هذا النموذج تباينًا حادًا مع نماذج مثل نموذج التأهيل والنموذج الاقتصادي، حيث أن الدول القومية – بدلًا من السعي لتقليل الإعاقة – قد تسعى إلى تعظيم الإعاقة كوسيلة للضبط والسيطرة الاجتماعية.

#### النموذج البيئي-الاجتماعي
يرى النموذج البيئي-الاجتماعي للإعاقة أن العجز هو نتيجة لعوامل اجتماعية وبيئية تحدث قبل الولادة. فعلى سبيل المثال، قد يكون العجز نتيجة تعرض الجنين لمواد سامة بيئيًا أثناء الحمل، مثل التسمم بالرصاص. وعلى الرغم من أن هذه الملوثات تأتي من البيئة المادية، إلا أن القوى الاجتماعية هي التي تتحمل في النهاية مسؤولية وجود هذه السموم وتعرض الأفراد لها.
ويُقارن هذا النموذج بالنموذج الاجتماعي، الذي يفهم العوامل المعوقة باعتبارها تلك التي تؤثر على الأفراد المعاقين بعد ولادتهم. وعلى عكس النموذج الاجتماعي، يدعو النموذج البيئي-الاجتماعي إلى تطبيق المبدأ الوقائي في سياسات الرقابة البيئية.
ومثل نموذج الوهن، يُستخدم النموذج البيئي-الاجتماعي للدعوة إلى الحد من الإعاقات التي يمكن الوقاية منها في دول الجنوب العالمي، مثل تلك الناتجة عن حرب أو عن صناعات سامة غير منظمة. وعلى عكس الوهن، قد تنجم الإعاقات البيئية-الاجتماعية عن أحداث مفصلية في حياة الفرد، مثل الحوادث المرورية القاتلة التي يمكن الوقاية منها والتي تحدث نتيجة أنظمة نقل غير آمنة.

#### نماذج الأقليات والنموذج السياسي
يرى النموذج السياسي، المعروف أيضًا باسم نموذج الأقلية (المضطهدة)، وأحيانًا النموذج الاجتماعي-السياسي، أن الأشخاص ذوي الإعاقة يشكّلون أقلية تتعرض لـاستبدادية (تمييز ضد ذوي الاحتياجات الخاصة). وبالتالي، يُفهم الأشخاص ذوو الإعاقة على أنهم حقوق الأقليات، مشابهين لـمجتمع الميم (مصطلح) وهجرة. وغالبًا ما يُدمج هذا النموذج مع نماذج غير قائمة على العجز، مثل نموذج التأكيد والنموذج الاجتماعي.
يركز نموذج الأقلية على مكافحة التمييز، ويدعو إلى وضع سياسات مستهدفة تحمي وتدعم الأشخاص المصنّفين كذوي إعاقة. وبذلك، يُعدّ هذا النموذج على النقيض المباشر من النموذج الشامل. ويشترك في الهدف النهائي مع النموذج الحقوقي، والمتمثل في توفير الحماية والمنافع القانونية والاجتماعية للأشخاص ذوي الإعاقة. لكنه، على عكس النموذج الحقوقي، يهتم أيضًا بالجوانب النفسية والاجتماعية مثل وصمة.
وعلى الرغم من أن نموذج الأقلية نشأ كتوسعة للنموذج الاجتماعي، إلا أنه لا يتخذ موقفًا محددًا تجاه ما إذا كانت الإعاقة عجزًا أم لا. فعلى سبيل المثال، يمكن فهم أوضاع المرضى المزمنة من خلال النموذج الطبي، وفي الوقت نفسه اعتبارهم أقلية سياسية تتعرض للتمييز. ولهذا السبب، تعرض هذا النموذج لانتقادات من بعض نشطاء الإعاقة، بزعم أنه يدعم صورة نمطية بأن الأشخاص ذوي الإعاقة هم ضحايا بحاجة للدعم الخارجي.
يسمح نموذج الأقلية بوجود أسباب متعددة للإعاقة، ويشمل أبعادًا بيئية ومجتمعية وقانونية. وبدلًا من التركيز على سبب أو كيفية حدوث الإعاقة، يركّز هذا النموذج على إنهاء التمييز ضد الأشخاص ذوي الإعاقة.

##### نموذج الإيكو-كريب (العدالة البيئية)
يرى نموذج العدالة البيئية للإعاقة، المعروف أيضًا باسم نظرية الإيكو-كريب، أن الأشخاص ذوي الإعاقة معرضون بشكل خاص لتأثيرات تغير المناخ وغيره من التغيرات في البيئة المادية. فعلى سبيل المثال، فإن التعرض لتلوث الهواء الناتج عن تبعات الاحتباس الحراري يؤثر بشكل غير متناسب على المصابين بأمراض الجهاز التنفسي؛ كما أن إخلاء الطوارئ غالبًا ما تفشل في ضمان قدرة ذوي الإعاقة الحركية على الإخلاء الآمن.
وقد تم تطوير هذا النموذج كرفض مباشر للأفكار البيئية التمييزية (الإيكو-قادرة) التي ترى أن الإعاقة أمر غير طبيعي ومدمّر، وبالتالي أن ذوي الإعاقة في تعارض مع الحركات البيئية. في المقابل، تضع نظرية الإيكو-كريب الأشخاص ذوي الإعاقة في موقع إيجابي داخل الحركة البيئية: فحساسيتهم العالية تجاه التغيرات البيئية تجعلهم مثل "عصافير المنجم" التي تنذر بالخطر قبل وقوعه.

### نماذج تحاول تأطير الإعاقة على أنها أمر طبيعي

#### النماذج الشاملة والمستمرة
يرفض النموذج الشامل الثنائية بين الأشخاص ذوي الإعاقة وغير المعاقين. في حين أن النموذج المستمر يفترض أن هناك استمرارية من الإعاقة إلى عدم الإعاقة. يتم اعتبار الإعاقة جزءًا حتميًا من شيخوخة. وكل الأشخاص معرضون للإصابة بالإعاقة: الجميع قد يصبح معاقًا بسبب إصابة غير متوقعة أو مرض. ونتيجة لذلك، يجب على الجميع أن يهتموا بتمييز المعاقين.
كنتيجة للنموذج المستمر، تظهر فكرة "الجميع لديه قليل من الإعاقة". وتعتبر هذه الفكرة وسيلة لتطوير التعاطف والتضامن من قبل الأشخاص غير المعاقين مع المعاقين، وكذلك لتفكيك وإزالة الوصمة المتعلقة بالإعاقة. ومع ذلك، يتعرض هذا التصور لانتقادات من قبل نشطاء الإعاقة لأنه يتجاهل الدور الذي يلعبه التمييز والتحيز في حياة المعاقين: فالإعاقة ليست مجرد حد جسماني مبالغ فيه من قبل شخص غير معاق.
يشبه نشطاء الإعاقة فكرة "الجميع لديه قليل من الإعاقة" بـ لا أرى العرق: وسيلة تمكن المجموعة المميزة (الأشخاص غير المعاقين) من تجاهل الاستبداد المنهجي بينما يظهرون بمظهر التقدميين.
يشجع النموذج الشامل، مشابهًا للنموذج الاجتماعي والتكنولوجي، على تصميم شامل. ومع ذلك، هناك تركيز على تأثير القطع على الرصيف، حيث أن التصميم الذي يأخذ في اعتباره الإعاقة يفيد أيضًا السكان غير المعاقين (مثل إضافة منحدر للمبنى لذوي الكراسي المتحركة الذي يفيد أيضًا الآباء مع العربات).
إطار ذو صلة، هو نموذج الحدود، الذي يعامل الإعاقة على أنها شكل جسدي من "الحدود". كل البشر يواجهون نوعًا من القيود في حياتهم، ويجب أن يُنظر إلى هذا على أنه أمر عادي بدلًا من أن يكون عجزًا. يهدف نموذج الحدود إلى إعادة تصور القيود كجزء هام من التجربة الإنسانية.

#### نموذج العميل/تمكين
نموذج العميل/تمكين، المعروف أيضًا بنموذج العيش المستقل، يدعو إلى أن يكون الأشخاص ذوو الإعاقة هم المسؤولون عن رعايتهم واتخاذ قرارات حياتهم. وهو موجود في معارضة مباشرة لنموذج الخبراء/المحترفين: بدلاً من أن يقرر الخبراء حياة الأشخاص ذوي الإعاقة، يجب عليهم أن يعملوا كمستشارين محترفين ومقدمي الموارد.
هدفه النهائي هو أن يقرر الأشخاص ذوو الإعاقة وأسرهم بأنفسهم ما إذا كانوا يرغبون في العلاج وأي الخدمات التي يرغبون في الاستفادة منها. ويدعو إلى تغيير كيفية تفاعل المحترفين مع الأشخاص ذوي الإعاقة.
مثل نموذج الأقلية، لا يتخذ هذا النموذج موقفًا بشأن ما إذا كانت الإعاقة عجزًا أم لا. تاريخيًا، غالبًا ما يتم دمج هذا النموذج مع النموذج الاجتماعي، ولكنه يمكن أن يُدمج مع نماذج أخرى مثل النموذج الطبي.

#### النماذج التطورية

في داء الخلايا المنجلية، الأشخاص الذين لديهم الجين المتنحي (r) يرثون مقاومة لـ ملاريا. الأشخاص الذين لديهم الجينين المتنحيين (الموضحين باللون الأحمر) يتأثرون بمرض فقر الدم المنجلي. الحاملون غير المتأثرين باللون الأرجواني يحصلون على الفائدة دون التأثر بالمرض.

النموذج التطوري، المعروف أيضًا باسم نموذج قوس قزح، يقيّم الإعاقة على أنها تساهم في تنوع جيني. تعتمد التطور من خلال اصطفاء طبيعي على التنوع الجيني؛ يزيد التنوع الجيني من المرونة البيئية استجابة للأمراض والتغيرات المناخية. هذا النموذج في معارضة مباشرة للنموذج التحسين الوراثي.
في النموذج التطوري، تستمر الإعاقات الوراثية الأكثر شيوعًا من معدل الطفرات الأساسي الذي يعادل واحدًا في مليون لأن لديها فائدة كافية لتعويض عيوبها. على سبيل المثال، قد تستمر الأمراض الظاهرة على أنها ضارة بسبب اختيار التوازن؛ مثال معروف هو كيف أن داء الخلايا المنجلية يمنح مقاومة جينية لـ ملاريا. نظرية الصياد مقابل المزارع هي تفسير مقترح للانتشار الشائع لـ اضطراب نقص الانتباه مع فرط النشاط.
بعض الصفات المرتبطة بالإعاقة قد يكون لها فوائد في تقسيم العمل. على سبيل المثال، اضطراب طور النوم المتأخر، وهو حالة حيث يتغير نظام يومي الشخص بشكل كبير عن المعايير المجتمعية، قد يكون له ميزة تطورية لضمان وجود شخص دائمًا مستيقظ للحفاظ على الحراسة خلال الليل.
يعتبر النموذج التطوري الإعاقة جزءًا طبيعيًا من الإنسانية. مثل نموذج التأكيد، يعترف بأنه قد تكون الإعاقة مفيدة. ومع ذلك، وعلى عكس نموذج التأكيد، يقيّم الفائدة على مستوى السكان: داء الخلايا المنجلية ضار لأولئك الذين يعانون من المرض، ولكنه مفيد لأقاربهم الحاملين للصفة.